# Diogenes (televisieprogramma)
Onder de titel Diogenes zijn bij de Nederlandse publieke omroep VPRO diverse documentaires uitgezonden over uiteenlopende onderwerpen. Het wordt soms omschreven als een buitenlandmagazine. De eerste uitzending was op 22 september 1985.
Diogenes was de opvolger van de gelijksoortige programmaserie Machiavelli, stond vanaf de start in september 1985 t/m 1993 onder de eindredactie van Jan Blokker en van 1994-1998 onder leiding van Roel van Broekhoven en Hans Fels.
Vele bekende filmmakers hebben eraan bijgedragen zoals Hans Fels, Rob Klaasman, Gerard Jacobs, Marijke Jongbloed, Frank Wiering, René Seegers, Steven de Winter, Roel van Dalen, Roel van Broekhoven, Maarten Schmidt, Thomas Doebele, Lex Runderkamp,Theo Uittenbogaard, Gerda Jansen Hendriks, Jos de Putter, Paul Cohen, Sonia Herman Dolz, Pieter Fleury, Martijn van Haalen, Toenke Berkelbach, Ger Poppelaars en Doke Romijn.
In 1990 won het programma de Zilveren Nipkowschijf.